# Veselin Topalov

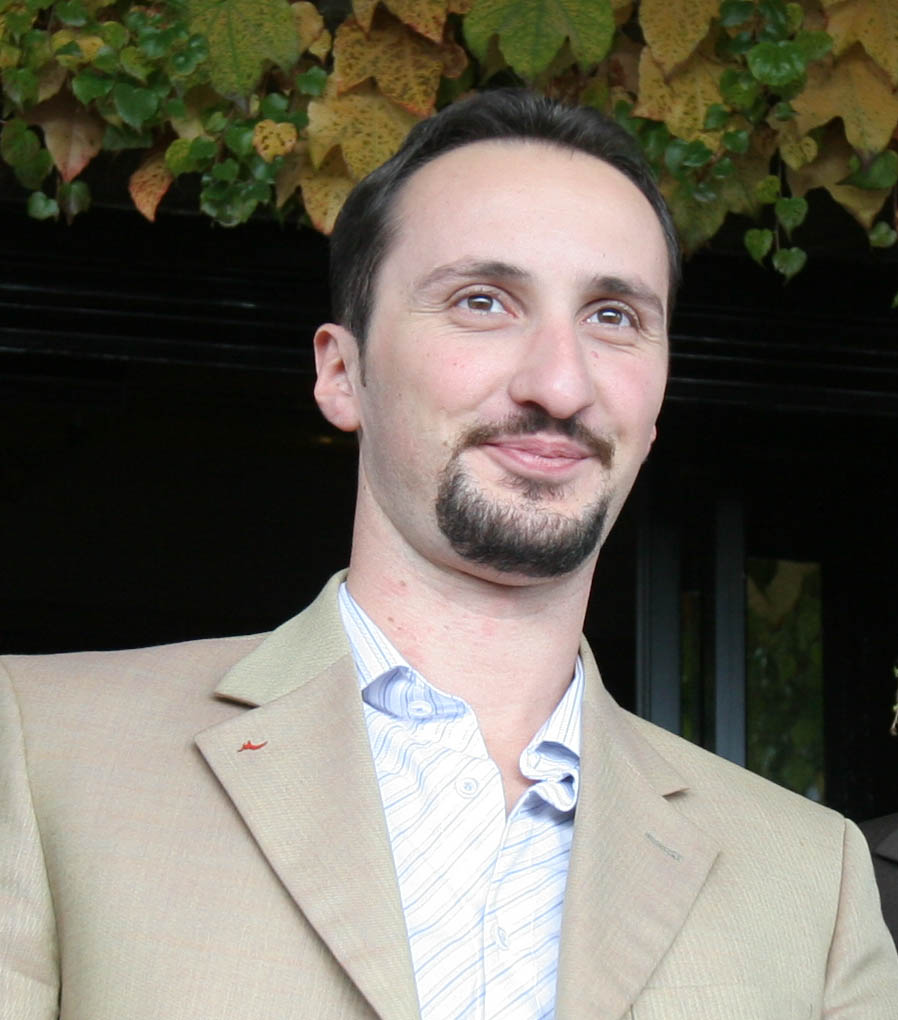
Veselin Topalov 2005

Veselin Topalov (Bulgaars: Веселин Топалов) (Roese, 15 maart 1975) is een Bulgaarse schaakspeler, een grootmeester. Op 16 oktober 2005 werd hij wereldkampioen van de wereldschaakbond FIDE, een titel die hij in oktober 2006 verloor aan Vladimir Kramnik. Hij stond van april 2006 tot januari 2007 1e op de FIDE-ratinglijst.

## Loopbaan
Topalov trok voor het eerst de aandacht toen hij op de FIDE-ratinglijst van januari 1993 uit het niets in de top-20 verscheen met een rating van 2635. Deze ratingpunten had hij veroverd in een reeks open toernooien in Spanje, maar toen hij werd uitgenodigd voor toptoernooien bleek deze rating allerminst geflatteerd te zijn. Zo won hij in 1993 een sterk bezet toernooi in Madrid samen met Vladimir Kramnik en Viswanathan Anand. Sinds die tijd is hij vaste gast op de grote toernooien als Corus, Linares en Dortmund. In 1996 had Topalov een zeer succesvol jaar, met eerste plaatsen in Amsterdam (VSB-toernooi), Dos Hermanas, Madrid, León, Novgorod en Wenen.
Topalov heeft een aantal keren meegedaan aan de FIDE-knock-outtoernooien om het wereldkampioenschap. Het verst kwam hij in 2004 in Tripoli, toen hij in de halve finale werd uitgeschakeld door Rustam Kasimdzjanov. In 2002 deed hij mee aan het toernooi in Dortmund dat dat jaar was ingericht als kandidatentoernooi om een uitdager voor 'klassiek' wereldkampioen Kramnik te selecteren. Topalov won zijn groep en versloeg Jevgeni Barejev in de halve finale, maar verloor de finale van Péter Lékó.
2005 was een zeer succesvol jaar voor Topalov. Hij eindigde als 3e in het Corus-toernooi en won Linares samen met Garri Kasparov. Vervolgens won hij in Sofia en eindigde als tweede in Dortmund. In San Luis ten slotte won hij in grote stijl het wereldkampioenschap schaken 2005, waarmee hij FIDE-wereldkampioen werd.
In januari 2006 won Topalov het Corus-toernooi 2006 samen met Viswanathan Anand. In Linares werd hij gedeeld tweede. Vervolgens won hij het M-Tel Masters-toernooi in Sofia.

## WK-match tegen Kramnik
Van 23 september tot 14 oktober 2006 speelden Topalov en Kramnik in Elista een match over 12 partijen om de 'verenigde' wereldtitel.
Tijdens deze match dreigde, op de stand 3-1 voor Kramnik, toiletbezoek spelbreker te worden. Topalov beschuldigde Kramnik ervan 50 keer per partij het toilet te bezoeken, daarmee suggererend dat Kramnik gebruikmaakte van een computer. Op zijn verzoek kregen beide spelers hetzelfde toilet toegewezen. Uit protest hiertegen kwam Kramnik tijdens de vijfde partij niet opdagen. De partij werd voor hem verloren verklaard. Na bemiddeling door FIDE-president Kirsan Iljoemzjinov werd de beslissing over de toiletten teruggedraaid en de match hervat met de stand 3-2 voor Kramnik. Na 12 partijen was de stand 6-6. In de tiebreak met rapid-partijen won Kramnik met 2½-1½.

## Ex-wereldkampioen
Vrijwel meteen na de match in Elista speelde Topalov in het Essent-toernooi in Hoogeveen, waar hij als derde eindigde. In januari 2007 won hij samen met Teimour Radjabov en Levon Aronian het Corus-toernooi. Daarna eindigde hij in het toernooi van Morelia/Linares op de laatste plaats, maar won weer het M-Tel Masters-toernooi in Sofia. In 2008 speelde hij onopvallend mee bij het Corus-toernooi en in Morelia/Linares. Bij het M-Tel-toernooi eindigde hij als tweede achter Vasyl Ivantsjoek. Hij won echter het 'Grand Slam Finale'-toernooi in Bilbao.
In 2009 werd hij gedeeld 2e/3e bij het M-Tel Masters-toernooi en eindigde hij als tweede (2½ punt na Magnus Carlsen) in het Pearl Spring-toernooi in Nanking. In 2010 won hij het toernooi van Linares.
Door het verlies tegen Kramnik in 2006 viel Topalov eigenlijk buiten de volgende cyclus om het wereldkampioenschap. De FIDE besloot echter om hem alsnog in te passen. In 2009 speelde hij een 'uitdagersmatch' met Gata Kamsky, de winnaar van de World Chess Cup 2007. Topalov won deze match met 4½-2½ en verwierf zo het recht om tegen Anand om het wereldkampioenschap te spelen. Deze match vond plaats in 2010. Topalov verloor met 5½-6½.